# Tipula (Lunatipula) iberica iberica
Tipula (Lunatipula) iberica iberica is een ondersoort van de tweevleugelige Tipula (Lunatipula) iberica uit de familie langpootmuggen (Tipulidae). De ondersoort komt voor in het Palearctisch gebied.